# Тарабалка Степан Іванович
Степа́н Іва́нович Тараба́лка (9 січня 1993, с. Королівка, Коломийський район, Івано-Франківської області — 13 березня 2022, м. Житомир, Україна)  — майор Збройних сил України, відзначився у ході російського вторгнення в Україну, учасник російсько-української війни, Герой України з удостоєнням ордена «Золота Зірка» (посмертно). Степан Тарабалка один з тих пілотів чий подвиг сприяв створенню легенди про «Привида Києва».

## Життєпис
Народився Степан Тарабалка 9 січня 1993 року в селі Королівка, Івано-Франківської області.
За спогадами матері Наталії, її син змалку мріяв стати військовим льотчиком. Він любив спостерігати за МіГами, коли вони пролітали над їхнім будинком, і буквально марив небом. А ще хлопцеві подобалося стежити за тренуваннями десантників.
У 13-річному віці Степан Тарабалка вступив до Прикарпатського військово-спортивного ліцею, а згодом вступив до Харківського національного університету Повітряних Сил імені Івана Кожедуба, який успішно закінчив 2014 року.
Був льотчиком-винищувачем літака МіГ-29.

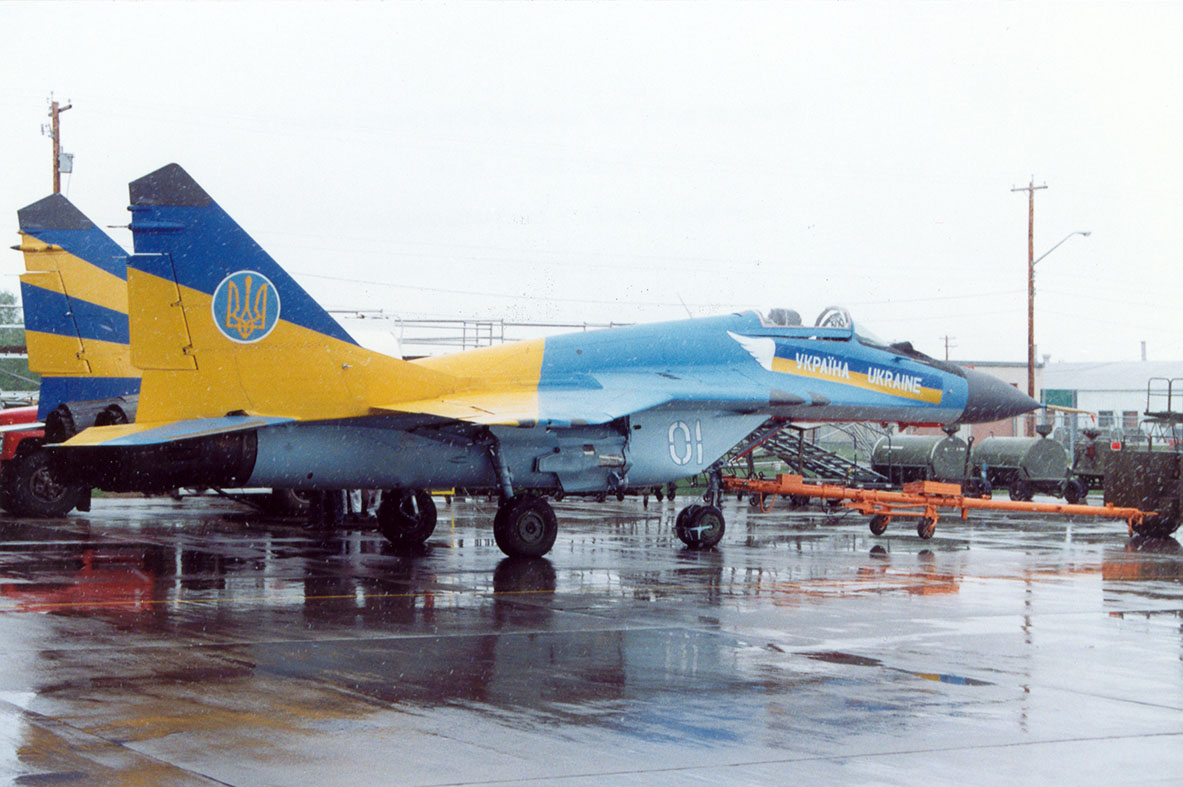
Степан Тарабалка пілотував подібний чи цей український МіГ-29

13 березня 2022 року загинув у повітряному бою над Житомиром з переважними силами російських окупантів.
Похований 17 березня 2022 в рідному селі Королівка. 

## Міф про «Привида Києва»
Загибель Степана Тарабалки ще наприкінці березня 2022 року пов'язували з імовірною загибеллю легендарного пілота, якого охрестили «Привидом Києва». Радник голови Офісу Президента України Олексій Арестович та служба зв'язків з громадськістю Командування Повітряних сил ЗСУ заявили, що ця інформація є фейковою і не відповідає дійсності. Пізніше Арестович уточнив, що образ «Привида Києва» є збірним і означає всіх пілотів бригади, в котрій служив Тарабалка.
29 квітня 2022 року британське видання «The Times» опублікувало матеріал, в якому назвала українського льотчика Степана Тарабалку «привидом Києва». За першу добу війни йому вдалося знищити шість ворожих літаків: Су-27, МіГ-29, два літаки Су-35 та два — Су-25. Потім український ас на своєму МіГ-29 довів кількість знищених літаків агресора до 40. Своєю чергою, Командування Повітряних сил ЗСУ уперше заявило, що «Привид Києва — це супергерой-легенда, чию постать створили українці. Це швидше збірний образ пілотів 40-ї бригади тактичної авіації Повітряних сил, які захищають небо столиці, які раптово з'являються там, де їх не чекають».

## Родина
Залишилися дружина Олена, син Ярослав, а також батько Іван та мати Наталія.

## Нагороди
- звання «Герой України» з удостоєнням ордена «Золота Зірка» (2022, посмертно) — за особисту мужність і героїзм, виявлені у захисті державного суверенітету та територіальної цілісності України, вірність військовій присязі[13].

## Вшанування пам'яті
У місті Коломия вулицю Чехова перейменували на вулицю Степана Тарабалки.
У місті Яготин вулицю Суворова перейменували на вулицю Степана Тарабалки.
У рідному селі Королівка вулицю Шкільну перейменували на вулицю Героя України Степана Тарабалки.